# Carlos Santana (beisbolista)
Carlos Santana (Santo Domingo, 8 de abril de 1986) es un beisbolista dominicano que pertenece a los Minnesota Twins de las Grandes Ligas (MLB), juega en las posiciones de Receptor y Primera base.
Anteriormente jugó para Cleveland Indians, Philadelphia Phillies, Kansas City Royals y Seattle Mariners. 
Inició sus pasos en el béisbol a temprana edad, durante toda su niñez y adolescencia practicó en la liga deportiva Juan Carlos Ramos, hoy denominada Academia Deportiva Rafael Báez, donde coincide la juventud deportista de los sectores Villa Duarte, Maquiteria, Los Mameyes y Parque del Este.

## Carrera
Santana firmó con los Dodgers de Los Ángeles en 2005. Comenzó su carrera profesional con los Arizona League Dodgers, la filial de nivel de novato de liga menor. Jugó 32 partidos y bateó para .295 en 2005. Además de cácher, también jugó segunda base, tercera base, y los jardines.
El 26 de julio de 2008, fue canjeado junto a Jon Meloan a los Indios por Casey Blake.
En 2008 con Akron Aeros, Inland Empire 66ers of San Bernardino, y Kinston Indians, Santana remolcó 117 carreras. 
Entrando a la temporada 2009, Santana fue nombrado como el mejor prospecto en la organización de los Indios de Cleveland por la revista Baseball America. También fue clasificado como el mejor prospecto de la organización en 2010. Fue seleccionado jugador del año de ligas menores de los Indios (recibiendo el "Premio Lou Boudreau").
Santana fue llamado a filas por los Indios el 11 de junio de 2010 para hacer su histórico debut en Grandes Ligas, después de batear para .316 con 13 jonrones y 51 carreras impulsadas en 57 juegos para los Clippers de Columbus en Triple-A. Bateó en el tercer puesto en el orden de bateo, convirtiéndose en el primer jugador de la Tribu en hacer su debut bateando en el tercer puesto de la alineación del equipo desde Jim Norris en 1977, de acuerdo con el Elias Sports Bureau.
El 12 de junio de 2010, en su segundo partido de Grandes Ligas, Santana registró su primer hit, un doble remolcador de dos carreras con dos outs contra el lanzador de los Nacionales de Washington J. D. Martin en la segunda entrada. En su próximo turno al bate, Santana bateó su primer jonrón al jardín derecho en la parte baja de la quinta entrada.
El 2 de agosto de 2010, Santana se lesionó en un partido en el Fenway Park mientras defendía el home plate contra el corredor de los Medias Rojas de Boston, Ryan Kalish. Al intentar poner out a Kalish, Santana interpuso la rodilla izquierda para evitar que Kalish tocara home. Después del incidente, Santana fue incapaz de salir del campo de juego y tuvo que ser movido con un carrito. La prueba reveló que Santana tenía una cepa de alto grado en su LCL y una hiperextensión en la rodilla izquierda.
Santana promovió un triple play contra los Medias Blancas de Chicago el 3 de abril de 2011 atrapando la bola con un salto tras un toque de Alexei Ramírez.
El 29 de abril de 2011, Santana bateó su primer grand slam de Grandes Ligas, un walk-off para vencer a los Tigres de Detroit 9-5.
Carlos terminó 2011 con 27 jonrones. Terminó en sexto lugar en las Grandes Ligas con 97 bases por bolas y ha cambiado su posición de bateo.